# カンカンずし
カンカンずしは、香川県東讃地域の郷土料理。サワラを用いた押し寿司の一種である。ほらいたずし、かたずしとも呼ばれる。
志度町鴨部地区（現・さぬき市鴨部）が発祥とされ、さぬき市のほぼ全域で食されている。
一升ほどの寿司飯を大きな長方形の寿司枠に詰め、山椒の葉を添えながら酢締めしたサワラを並べ、蓋をする。蓋をクサビで締め付ける時に、木づちでカンカン打ち付けることから「カンカンずし」と名付けられたとされる。
できあがったカンカンずしは非常に硬く、「ほうらいったぞ」と投げてもくずれない。こういったことから「ほらいたずし」「かたずし」とも呼ばれている。かつては、農繁期を前にして地主が奉公人にふるまった料理であり、その際に末席にいる奉公人に放り投げて渡していた。
サワラは強く塩と酢で締められており、寿司飯も濃いめの味付けにされており、また上述のように寿司飯は圧されて米粒の間の空気がなくなっていることから腐敗しにくく、保存性が高く、冬なら1週間ほど、夏でも2日か3日は常温保存が可能となっている。
サワラが獲れない時期は、アジやコノシロを用いることもある。